# Jonathan Marray
Pour les articles homonymes, voir Marray.
Jonathan Marray, né le 10 mars 1981 à Liverpool, est un joueur de tennis britannique, professionnel entre 2000 et 2017.
Il s'est spécialisé dans le double. Ses principaux partenaires sont David Sherwood et Mark Hilton entre 2002 et 2005, Jamie Murray en 2010 puis Jamie Delgado jusqu'à début 2012 et Colin Fleming depuis 2013. Il est principalement connu pour avoir remporté le tournoi de Wimbledon en 2012 avec Frederik Nielsen.

## Carrière
Il atteint en 2004 le troisième tour du tournoi du Queen's en battant Christophe Rochus et Jamie Delgado. Il s'incline contre le no 11 mondial Lleyton Hewitt en ayant manqué 7 balles de set et sauvé 5 balles de matchs. Il enchaîne sur un huitième de finale à Nottingham, battu par Flavio Saretta et un premier tour à Wimbledon où il perd en cinq sets contre Karol Beck (6-4, 6-73, 4-6, 6-3, 10-8) en ratant deux balles de match.
En 2005, il est demi-finaliste à Kyoto et finaliste à Nottingham, soit sa meilleure performance dans un tournoi Challenger. L'année suivante, il participe à deux autres demi-finales en sortant des qualifications à Orléans et à Dnipropetrovsk. Il atteint également le premier tour de l'Open de Stockholm.
En 2009, il se concentre surtout sur les épreuves de double, au point d'abandonner totalement sa carrière en simple en 2010. Il a par ailleurs remporté 19 tournois Challenger dans cette discipline.
Lors du tournoi de Wimbledon en 2012, il devait faire équipe avec Adil Shamasdin mais il en est empêché car ce dernier n'a pas pu régler à temps certaines formalités administratives. Il se voit cependant remettre une invitation pour jouer avec le danois Frederik Nielsen, les deux hommes ayant récemment atteint la finale du tournoi de Nottingham. Ils remportent à la surprise générale le tournoi après avoir battu les frères Bryan en demi-finale (6-4, 7-69, 6-74, 7-65) et Robert Lindstedt - Horia Tecău en finale (4-6, 6-4, 7-65, 6-75, 6-3). Ils deviennent les premiers vainqueurs de Wimbledon en double entrés avec une invitation. Leur parcours fut particulièrement chaotique, ils ont joué 4 matchs en 5 sets et un en 4 sets, ainsi que 13 tie break. Lors du 3e tour, ils jouent 63 jeux contre Qureshi et Rojer (7-65, 7-64, 6-74, 5-7, 7-5). Sans compter le double mixte, Marray est le premier vainqueur britannique d'un tournoi du Grand Chelem depuis 1936. Avant le tournoi de Wimbledon, Marray n'avais gagné que 12 matchs dans des tournois ATP dont 8 en Grand Chelem.
Il a joué 5 autres tournois avec Nielsen dont le Masters de fin d'année où ils sont demi-finalistes. Avec Paul Hanley, il a atteint les demi-finales du Masters de Paris-Bercy. En 2015, il remporte son second titre ATP en double avec Lu Yen-hsun à Chennai, puis un 3e quelques mois plus tard avec Aisam-Ul-Haq Qureshi à Newport. Il met fin à sa carrière début 2017 et devient en fin d'année l'entraîneur du finlandais Henri Kontinen.

## Palmarès

### Titres en double (3)
| No | Date       | Nom et lieu du tournoi                    | Catégorie | Surface      | Partenaire           | Finalistes                   | Score                   |          |
| -- | ---------- | ----------------------------------------- | --------- | ------------ | -------------------- | ---------------------------- | ----------------------- | -------- |
| 1  | 25/06/2012 | The Championships, Wimbledon Londres      | G. Chelem | Gazon (ext.) | Frederik Nielsen     | Robert Lindstedt Horia Tecău | 4-6, 6-4, 7-6, 6-7, 6-3 | Parcours |
| 2  | 05/01/2015 | Aircel Chennai Open Chennai               | ATP 250   | Dur (ext.)   | Lu Yen-hsun          | Raven Klaasen Leander Paes   | 6-3, 7-64               | Parcours |
| 3  | 13/07/2015 | Hall of Fame Tennis Championships Newport | ATP 250   | Gazon (ext.) | Aisam-Ul-Haq Qureshi | Nicholas Monroe Mate Pavić   | 4-6, 6-3, [10-8]        | Parcours |

### Finales en double (5)
| No | Date       | Nom et lieu du tournoi                    | Catégorie | Surface      | Vainqueurs                              | Partenaire     | Score              |          |
| -- | ---------- | ----------------------------------------- | --------- | ------------ | --------------------------------------- | -------------- | ------------------ | -------- |
| 1  | 16/06/2013 | AEGON International Eastbourne            | ATP 250   | Gazon (ext.) | Alexander Peya Bruno Soares             | Colin Fleming  | 3-6, 6-3, [10-8]   | Parcours |
| 2  | 22/07/2013 | BB&T Atlanta Open Stanford                | ATP 250   | Dur (ext.)   | Édouard Roger-Vasselin Igor Sijsling    | Colin Fleming  | 7-66, 6-3          | Parcours |
| 3  | 17/02/2014 | Open 13 Marseille                         | ATP 250   | Dur (int.)   | Julien Benneteau Édouard Roger-Vasselin | Paul Hanley    | 4-6, 7-66, [13-11] | Parcours |
| 4  | 16/02/2015 | Open 13 Marseille                         | ATP 250   | Dur (int.)   | Marin Draganja Henri Kontinen           | Colin Fleming  | 6-4, 3-6, [10-8]   | Parcours |
| 5  | 11/06/2016 | Hall of Fame Tennis Championships Newport | ATP 250   | Gazon (ext.) | Sam Groth Chris Guccione                | Adil Shamasdin | 6-4, 6-3           | Parcours |

## Parcours dans les tournois duGrand Chelem

### En simple
| Année | Open d'Australie | Open d'Australie | Internationaux de France | Internationaux de France | Wimbledon       | Wimbledon   | US Open | US Open |
| ----- | ---------------- | ---------------- | ------------------------ | ------------------------ | --------------- | ----------- | ------- | ------- |
| 2004  | —                | —                | —                        | —                        | 1er tour (1/64) | K. Beck     | —       | —       |
| 2005  | —                | —                | —                        | —                        | 1er tour (1/64) | X. Malisse  | —       | —       |
| 2006  | —                | —                | —                        | —                        | —               | —           | —       | —       |
| 2007  | —                | —                | —                        | —                        | 1er tour (1/64) | S. Grosjean | —       | —       |

N.B. : à droite du résultat se trouve le nom de l'ultime adversaire.

### En double
| Année | Open d'Australie                 | Open d'Australie            | Internationaux de France   | Internationaux de France | Wimbledon                     | Wimbledon                | US Open                   | US Open                     |
| ----- | -------------------------------- | --------------------------- | -------------------------- | ------------------------ | ----------------------------- | ------------------------ | ------------------------- | --------------------------- |
| 2002  | —                                | —                           | —                          | —                        | 1er tour (1/32) D. Sherwood   | A. Waske L. Zovko        | —                         | —                           |
| 2003  | —                                | —                           | —                          | —                        | 1er tour (1/32) D. Sherwood   | S. Aspelin M. Wakefield  | —                         | —                           |
| 2004  | —                                | —                           | —                          | —                        | 1er tour (1/32) M. Hilton     | T. Parrott V. Spadea     | —                         | —                           |
| 2005  | —                                | —                           | —                          | —                        | 2e tour (1/16) M. Hilton      | I. Karlović R. Wassen    | —                         | —                           |
| 2006  | —                                | —                           | —                          | —                        | 1er tour (1/32) M. Lee        | A. Fisher B. Reynolds    | —                         | —                           |
| 2007  | —                                | —                           | —                          | —                        | 1/8 de finale R. Bloomfield   | B. Bryan M. Bryan        | —                         | —                           |
| 2008  | —                                | —                           | —                          | —                        | 1er tour (1/32) A. Bogdanovic | D. Nestor N. Zimonjić    | —                         | —                           |
| 2009  | —                                | —                           | —                          | —                        | 1/8 de finale J. Delgado      | D. Nestor N. Zimonjić    | —                         | —                           |
| 2010  | —                                | —                           | 1er tour (1/32) J. Murray  | S. Greul P. Luczak       | 1er tour (1/32) J. Murray     | D. Nestor N. Zimonjić    | —                         | —                           |
| 2011  | —                                | —                           | —                          | —                        | 2e tour (1/16) J. Delgado     | W. Moodie D. Norman      | 1/8 de finale J. Delgado  | M. Fyrstenberg M. Matkowski |
| 2012  | 1er tour (1/32) J. Delgado       | M. Fyrstenberg M. Matkowski | 1er tour (1/32) D. Brown   | J. S. Cabal R. Farah     | Victoire F. Nielsen           | R. Lindstedt H. Tecău    | 2e tour (1/16) F. Nielsen | J. Levine M. Matosevic      |
| 2013  | 2e tour (1/16) A. Sá             | R. Haase I. Sijsling        | 1er tour (1/32) C. Fleming | F. López A. Sá           | 1/8 de finale C. Fleming      | R. Lindstedt D. Nestor   | 1/4 de finale C. Fleming  | B. Bryan M. Bryan           |
| 2014  | 1er tour (1/32) P. Hanley        | B. Bryan M. Bryan           | —                          | —                        | 2e tour (1/16) J.P. Smith     | J. S. Cabal M. Matkowski | 1er tour (1/32) G. Müller | S. Groth C. Guccione        |
| 2015  | 1er tour (1/32) S. Stakhovsky    | P. Cuevas D. Marrero        | 1er tour (1/32) C. Fleming | F. López M. Mirnyi       | 1/8 de finale F. Nielsen      | Ivan Dodig Marcelo Melo  | 2e tour (1/16) M. Daniell | P. Oswald A. Shamasdin      |
| 2016  | 1er tour (1/32) A.-U.-H. Qureshi | Jamie Murray Bruno Soares   | —                          | —                        | 1/4 de finale A. Shamasdin    | T. C. Huey Max Mirnyi    | —                         | —                           |

N.B. : le nom du partenaire se trouve sous le résultat ; le nom des ultimes adversaires se trouve à droite.

### En double mixte
| Année | Open d'Australie | Open d'Australie | Internationaux de France  | Internationaux de France | Wimbledon                     | Wimbledon                     | US Open                     | US Open                   |
| ----- | ---------------- | ---------------- | ------------------------- | ------------------------ | ----------------------------- | ----------------------------- | --------------------------- | ------------------------- |
| 2010  | —                | —                | —                         | —                        | 3e tour (1/8) Anna Smith      | Vera Dushevina D. Toursounov  | —                           | —                         |
| 2011  | —                | —                | —                         | —                        | 1er tour (1/32) A. Keothavong | Alberta Brianti Andreas Seppi | —                           | —                         |
| 2012  | —                | —                | —                         | —                        | 1er tour (1/32) A. Keothavong | A. Kudryavtseva Paul Hanley   | 1er tour (1/16) V. Uhlířová | V. Lepchenko Donald Young |
| 2013  | —                | —                | 1er tour (1/16) H. Watson | Alizé Lim Jérémy Chardy  | 2e tour (1/16) H. Watson      | Kimiko Date David Marrero     | —                           | —                         |
| 2015  | —                | —                | —                         | —                        | 1er tour (1/32) Anna Smith    | Artem Sitak An. Rodionova     | —                           | —                         |

N.B. : le nom de la partenaire se trouve sous le résultat ; le nom des ultimes adversaires se trouve à droite.

## Participation auxMasters

### En double
| Année | Ville              | Surface    | Partenaire       | Résultats | Résultat final |
| ----- | ------------------ | ---------- | ---------------- | --------- | -------------- |
| 2012  | Londres (O2 Arena) | Dur indoor | Frederik Nielsen | 2v, 2d    | Demi-finaliste |